# (170023) Vogeley
(170023) Vogeley est un astéroïde de la ceinture principale.

## Description
(170023) Vogeley est un astéroïde de la ceinture principale. Il fut découvert le 30 octobre 2002 à l'observatoire d'Apache Point par le programme Sloan Digital Sky Survey. Il présente une orbite caractérisée par un demi-grand axe de 2,78 UA, une excentricité de 0,11 et une inclinaison de 5,2° par rapport à l'écliptique.

## Compléments